# Michael Matz
Michael Ray Matz (Collegeville, 23 de enero de 1951) es un jinete estadounidense que compitió en la modalidad de salto ecuestre.
Participó en tres Juegos Olímpicos de Verano, obteniendo una medalla de plata en Atlanta 1996, en la prueba por equipos (junto con Peter Leone, Leslie Burr-Howard y Anne Kursinski), el cuarto lugar en Montreal 1976 y el quinto en Barcelona 1992, en la misma prueba.
Ganó tres medallas en el Campeonato Mundial de Saltos Ecuestres, en los años 1978 y 1986, y ocho medallas en los Juegos Panamericanos entre los años 1975 y 1995.

## Palmarés internacional
| Juegos Olímpicos     | Juegos Olímpicos          | Juegos Olímpicos  | Juegos Olímpicos |
| Año                  | Lugar                     | Medalla           | Categoría        |
| -------------------- | ------------------------- | ----------------- | ---------------- |
| 1996                 | Atlanta (Estados Unidos)  | Medalla de plata  | Por equipos      |
| Campeonato Mundial   |                           |                   |                  |
| Año                  | Lugar                     | Medalla           | Categoría        |
| 1978                 | Aquisgrán (RFA)           | Medalla de bronce | Individual       |
| 1978                 | Aquisgrán (RFA)           | Medalla de bronce | Por equipos      |
| 1986                 | Aquisgrán (RFA)           | Medalla de oro    | Por equipos      |
| Juegos Panamericanos |                           |                   |                  |
| Año                  | Lugar                     | Medalla           | Categoría        |
| 1975                 | Ciudad de México (México) | Medalla de oro    | Por equipos      |
| 1975                 | Ciudad de México (México) | Medalla de bronce | Individual       |
| 1979                 | San Juan (Puerto Rico)    | Medalla de oro    | Individual       |
| 1979                 | San Juan (Puerto Rico)    | Medalla de oro    | Por equipos      |
| 1983                 | Caracas (Venezuela)       | Medalla de oro    | Por equipos      |
| 1983                 | Caracas (Venezuela)       | Medalla de bronce | Individual       |
| 1995                 | Mar del Plata (Argentina) | Medalla de oro    | Individual       |
| 1995                 | Mar del Plata (Argentina) | Medalla de bronce | Por equipos      |